# Pókhálós almamoly
A pókhálós almamoly (Yponomeuta malinellus) (Glossata) alrendjébe tartozó pókhálós molyfélék (Hyponomeutidae) családjának egyik, hazánkban mindenfelé előforduló faja (Mészáros, 2005, Pastorális, 2011).

## Elterjedése, élőhelye
Palearktikus elterjedésű faj; hazánkban is közönséges (Mészáros, 2005).

## Megjelenése
Hamvasfehér első szárnyát három sor apró, sötét petty díszíti. A szárny fesztávolsága 22–26 mm (Mészáros, 2005). Hátsó szárnya sötétszürke; rojtjai világosszürkék. Tora fehér (Brehm).
A hernyók feje fekete, és sárga testüket is sok fekete szemölcs borítja (Brehm).

## Életmódja
Évente egy nemzedéke nő fel. Egyetlen tápnövénye az alma, amin a „nyári hernyófészek” feltűnő ugyan, de a hernyó kártétele nem jelentős (Mészáros, 2005). Az este és éjszaka aktív imágók nagyjából július első felében repülnek, és az almafák kérgére rakják kis petecsomóikat. A peterakásokat körülvevő sárga mirigyváladék idővel barna, ráncos kéreggé keményedik; a négy hét múlva kikelő hernyócskák eleinte igen lassan fejlődnek, és ez alatt a védőréteg alatt telelnek át. Téli szállásukat tavasszal hagyják el, és ekkor a friss leveleket eszik. Fejlődésük közben nagy, fehér, az ágakat és a leveleket behálózó, közös szövedékeket készítenek az ágvégeken; ebben a leveleket tövig lerágják. A sokat mozgó, fürge hernyók ha veszélyt éreznek, egy-egy fonálon leereszkednek a talajra, és ott menekülnek el. A bábozódás előtt mindegyik hernyó kis, fehér gubót szó magának a közös fészekben (Brehm).
A hernyók kártétele kedvező időjárás mellett igen jelentős lehet. Ritka azonban, hogy két, egymást követő évben is jelentős kárt tudjanak okozni, mert az élősködő darazsak (Masarinae) kordában tartják létszámukat (akárcsak a többi pókhálós molyét). Dél-Európában nemcsak az almafákat támadja meg, hanem a mandulát (Prunus dulcis) is (Brehm).